# Frank Wolff
Pour les articles homonymes, voir Frank Wolff (homonymie).
Frank Wolff, né le 11 mai 1928 à San Francisco et mort le 12 décembre 1971 à Rome, est un acteur américain.

## Biographie
Frank Wolff débute dans son pays avant de s'installer en Europe où il travaille principalement dans le cinéma italien. On le voit aussi bien dans des films d'auteur que dans des films de genre, dont beaucoup de westerns spaghetti. Il tient l'un de ses rôles les plus importants dans Salvatore Giuliano de Francesco Rosi, joue le shérif dans Le Grand Silence, et incarne également un personnage secondaire dans Il était une fois dans l'Ouest, de Sergio Leone.
Il se suicide en décembre 1971.

## Filmographie partielle
- 1958 : Kathy O' (en) de Jack Sher
- 1958 : Gangster no 1 (I Mobster) de Roger Corman
- 1959 : Le Bagarreur solitaire (The Wild and the Innocent) de Jack Sher
- 1959 : La Femme guêpe (The Wasp Woman) de Roger Corman
- 1959 : La Bête de la caverne hantée (Beast from Haunted Cave) de Monte Hellman
- 1960 : Les Rats de caves (The Subterraneans) de Ranald MacDougall
- 1960 : Ski Troop Attack de Roger Corman : Sgt. Potter
- 1961 : Atlas de Roger Corman
- 1962 : Salvatore Giuliano de Francesco Rosi : Gaspare Pisciotta
- 1962 : La Bataille de Naples (Le quattro giornate di Napoli) de Nanni Loy
- 1963 : America, America d'Elia Kazan : Vartan
- 1963 : Le Procès de Vérone (Il processo di Verona) de Carlo Lizzani
- 1963 : Le Démon dans la chair (Il demonio) de Brunello Rondi : Antonio
- 1964 : Boulevard du vice (Via Veneto) de Giuseppe Lipartiti
- 1965 : Situation désespérée, mais pas sérieuse (Situation Hopeless... But Not Serious) de Gottfried Reinhardt
- 1966 : Agent 3S3, massacre au soleil (Agente 3S3 Massacro al sole) de Sergio Sollima
- 1966 : Quelques dollars pour Django de León Klimovsky : Jim / Trevor Norton
- 1966 : Je ne fais pas la guerre, je fais l'amour (Non faccio la guerra, faccio l'amore) de Franco Rossi
- 1966 : Ringo le hors-la-loi (Cinque dollari per Ringo) de Ignacio F. Iquino et Juan Xiol :
- 1966 : Judith de Daniel Mann : Eli
- 1967 : La Vengeance de Ringo (Ringo, il volto della vendetta) de Mario Caiano : Trickie
- 1967 : Un dollar entre les dents (Un dollaro tra i denti) de Luigi Vanzi : Aguilar
- 1967 : Dieu pardonne... moi pas ! (Dio perdona... io no!) de Giuseppe Colizzi : Bill San Antonio
- 1967 : Hold-up au centre nucléaire (L'assalto al centro nucleare) de Mario Caiano : Brian Kervin
- 1968 : Pas folles, les mignonnes (Le dolci signore) de Luigi Zampa
- 1968 : Le Grand Silence (Il grande silenzio) de Sergio Corbucci : Sheriff Burnett
- 1968 : Aujourd'hui ma peau, demain la tienne (I tre che sconvolsero il West) d'Enzo G. Castellari
- 1968 : Il était une fois dans l'Ouest (C'era una volta il West) de Sergio Leone : Brett McBain
- 1968 : Tuez-les tous... et revenez seul ! (Ammazzali tutti e torna solo) d'Enzo G. Castellari : Capitaine Lynch
- 1968 : Pancho Villa de Buzz Kulik : Ramirez
- 1968 : Perversion (Femmine insaziabili) d'Alberto De Martino : Frank Donovan
- 1968 : L'Amour à cheval (La matriarca) de Pasquale Festa Campanile : Giulio, le dentiste
- 1969 : Ecce homo de Bruno Gaburro : Quentin
- 1969 : Eat It de Francesco Casaretti
- 1969 : Le Séquestré (Sequestro di persona) de Gianfranco Mingozzi : Osilo
- 1969 : Le Fossoyeur (Sono Sartana, il vostro becchino) de Giuliano Carnimeo : Buddy Ben
- 1969 : Les Damnés de la Terre (I dannati della Terra) de Valentino Orsini : Franco Morelli
- 1969 : Barbagia (it) de Carlo Lizzani : Spina
- 1969 : Quand les vautours attaquent (Il tempo degli avvoltoi) de Nando Cicero
- 1969 : Sept Hommes pour Tobrouk (La battaglia del deserto) de Mino Loy : Red Wiley
- 1969 : L'amore breve de Romano Scavolini : Giorgio Vallauri
- 1969 : L'amica d'Alberto Lattuada : Guido Nervi
- 1970 : Le Dernier Guet-apens (Corbari) de Valentino Orsini
- 1970 : Metello de Mauro Bolognini : Betto
- 1970 : Quand les femmes avaient une queue (Quando le donne avevano la coda) de Pasquale Festa Campanile : Grr
- 1970 : Trasplante de un cerebro (ca) de Juan Logar
- 1970 : Esotika Erotika Psicotika de Radley Metzger : Le châtelain
- 1971 : Le Péché (The Beloved) de George Pan Cosmatos
- 1970 : La mort remonte à hier soir (La morte risale a ieri sera) de Duccio Tessari : Duca Lamberti
- 1971 : Milan calibre 9 (Milano calibro 9) de Fernando Di Leo : Commissaire principal
- 1971 : Nuits d'amour et d'épouvante (La morte cammina con i tacchi alti) de Luciano Ercoli : docteur Robert Matthews
- 1971 : Gli occhi freddi della paura d'Enzo G. Castellari : Arthur Welt
- 1972 : Quand les femmes perdirent leur queue (Quando le donne persero la coda) de Pasquale Festa Campanile : Grr